# Hieracium eriophorum
Hieracium eriophorum es una especie de planta con flor del género Hieracium, de la familia Asteraceae, orden Asterales.

## Distribución
Hieracium eriophorum se distribuye por Francia.

## Taxonomía
Fue descrita científicamente por St-Amans. Fue publicada en Bull. Sci. Soc. Philom. Paris.